# Warpaint
Warpaint är en amerikansk indierockgrupp bildad i Los Angeles 2004. Bandet består av originalmedlemmarna Emily Kokal (sång/gitarr), Theresa Wayman (gitarr/sång) och Jenny Lee Lindberg (bas/sång) samt trummisen Stella Mozgawa, som ersatte Shannyn Sossamon 2009.
Gruppens debut-EP Exquisite Corpse från 2008 mixades av den tidigare Red Hot Chili Peppers-gitarristen John Frusciante då han dejtade Emily Kokal. Skivan utgavs först på egen hand varefter en nyutgåva släpptes i oktober 2009 på skivbolaget Manimal Vinyl. Debutalbumet The Fool släpptes i oktober 2010 på Rough Trade Records och innebar gruppens genombrott.
Rough Trade meddelade den 18 oktober 2013 att Warpaints andra, självbetitlade album släpps den 20 januari 2014. Samtidigt släpptes albumets första singel, "Love Is to Die", som streamad ljudfil. Albumet är producerat av i samarbete med Flood.

## Medlemmar
Nuvarande
- Emily Kokal – sång, gitarr, synthesizer (2004– )
- Theresa Wayman – gitarr, sång, keyboard, trummor (2004– )
- Jenny Lee Lindberg – basgitarr, sång (2004– )
- Stella Mozgawa – trummor, gitarr, keyboard, sång (2009– )

Tidigare
- Michael Quinn – trummor, cello (2009)
- Josh Klinghoffer – trummor, gitarr (2009)
- David Orlando – trummor (2007–2009)
- Shannyn Sossamon – trummor, sång (2004–2008)

## Diskografi

### Studioalbum
| År   | Albumdetaljer                                                                                           | Högsta listpositioner | Högsta listpositioner | Högsta listpositioner | Sålda ex.     |
| År   | Albumdetaljer                                                                                           | US                    | IRL                   | UK                    | Sålda ex.     |
| ---- | --- | --------------------- | --------------------- | --------------------- | ------------- |
| 2010 | The Fool - Släppt: 25 oktober 2010 - Skivbolag: Rough Trade (580) - Format: CD, LP, digital nedladdning | 176                   | 75                    | 41                    | - UK: ~35 000 |
| 2014 | Warpaint - Släppt: 20 januari 2014 - Skivbolag: Rough Trade - Format: CD, LP, digital nedladdning       | 43                    | 34                    | 9                     |               |
| 2016 | Heads Up - Släppt: 23 september 2016 - Skivbolag: Rough Trade - Format: CD, LP, digital nedladdning     | 129                   | 20                    | 13                    |               |

### EP
| År   | Albumdetaljer |
| ---- | --- |
| 2008 | Exquisite Corpse - Släppt: Sent 2008[A] - Skivbolag: Självutgivet (01), Manimal (017), Rough Trade (599) - Format: CD, 12"-vinylskiva, digital nedladdning |
| 2008 | Rough Trade Session - Släppt: Dec. 2011[A] - Skivbolag: Rough Trade (635) - Format: Digital nedladdning                                                    |
| 2008 | Keep it Healthy / Disco//Very Remixes - Släppt: Maj 2014[A] - Skivbolag: Rough Trade (706) - Format: 12"-vinylskiva                                        |

### Singlar
| År                                                                                   | Singel                   | Högsta listpositioner | Högsta listpositioner | Album    |
| År                                                                                   | Singel                   | AUS                   | UK                    | Album    |
| ------------------------------------------------------------------------------------ | ------------------------ | --------------------- | --------------------- | -------- |
| 2010                                                                                 | "Undertow"/"Warpaint"[B] | 75                    | 92                    | The Fool |
| 2011                                                                                 | "Shadows"                | —                     | —                     | The Fool |
| 2013                                                                                 | "Love Is to Die"         | —                     | —                     | Warpaint |
| "—" betecknar singlar som inte utgavs i det landet eller som inte gick in på listan. |                          |                       |                       |          |

## Fotnoter
- A ^  Exquisite Corpse släpptes av bandet 2008 och återlanserades senare av skivbolaget Manimal den 6 oktober 2009.
- B ^  "Undertow" återlanserades i samband med Record Store Day i april 2011.